# Architecture maniériste

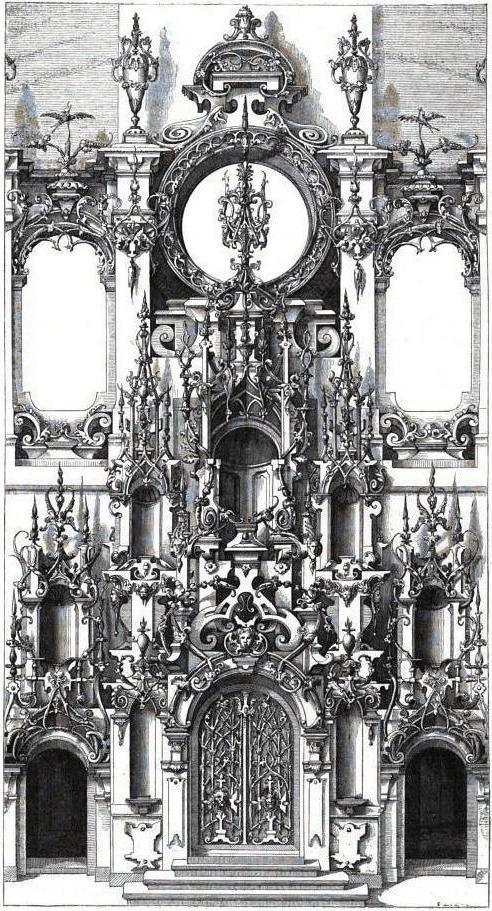
Portail composite imaginé par Wendel Dietterlin dans les années 1590.

L’architecture maniériste est, selon l'historien d'art Christian Norberg-Schulz, l'antithèse de l'équilibre et de la sérénité de l'architecture Renaissance du Quattrocento.
L'ordre et l'harmonie disparaissent au profit d'une recherche ornementale disparate : « ce qui était l'addition statique d'unités « parfaites » relativement indépendantes se transforme en un jeu dynamique d'éléments opposés. » Elle préfigure les excès de l'architecture baroque tout en restant fidèle aux canons de la Renaissance.

## Les édifices phares de l'architecture maniériste
- La villa Madama par Raphaël (1517).
- Le palais du Te (1525-1534) par Giulio Romano.
- Par Michel-Ange, escalier et vestibule de la bibliothèque Laurentienne (1524), la place du Capitole de Rome (1544).
- Par Vignole, la villa Farnèse (1559), l'église du Gesù (1573).
- le Palais de la Chancellerie de Grenade par Diego de Siloé (1531-1587).